# Vexillum costatum
Vexillum costatum là một loài ốc biển nhỏ, là động vật thân mềm chân bụng sống ở biển trong họ Costellariidae.

## Hình ảnh

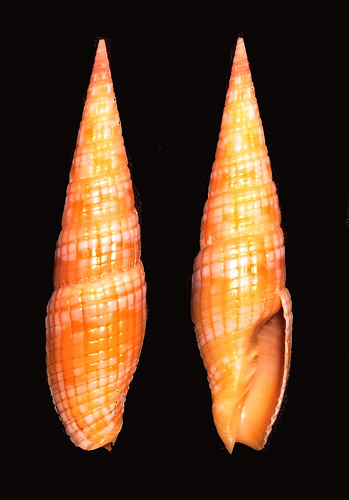